# 湿電池
湿電池（しつでんち、英語：wet cell）とは、電解液を液体の状態そのままで使用する電池のこと。近代になり乾電池が主流となるまで一般的に使用されていた電池で、通常は電解液を満たした容器の中に、電極2つ（正極と負極）を浸した形となっている。液体そのままを用いていることから、気候の影響（寒冷地だと電解液が凍りつくなど）や配置の影響を受けやすく、使用される場所および状況は限定されてしまうといった弱点がある。

## 湿電池の例
- ボルタ電池
- ダニエル電池
- ルクランシェ電池
- 鉛蓄電池